# Golfo de La Spezia

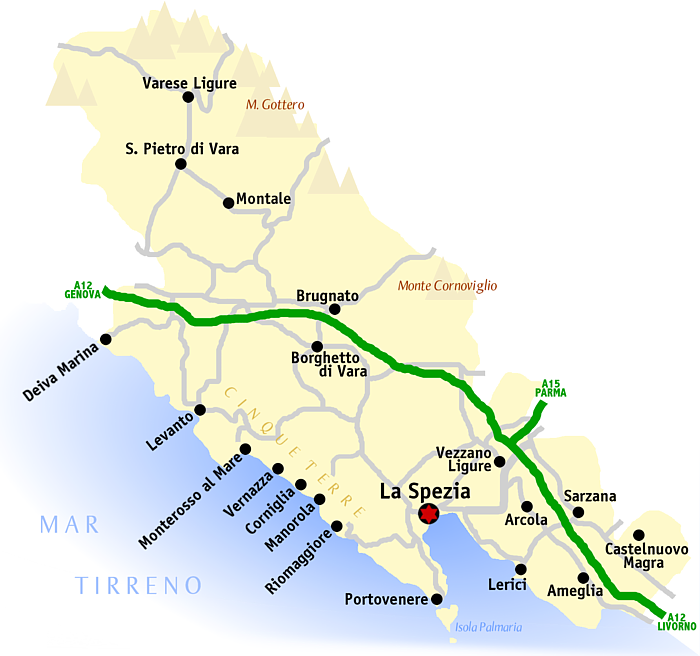
Mapa de La Spezia

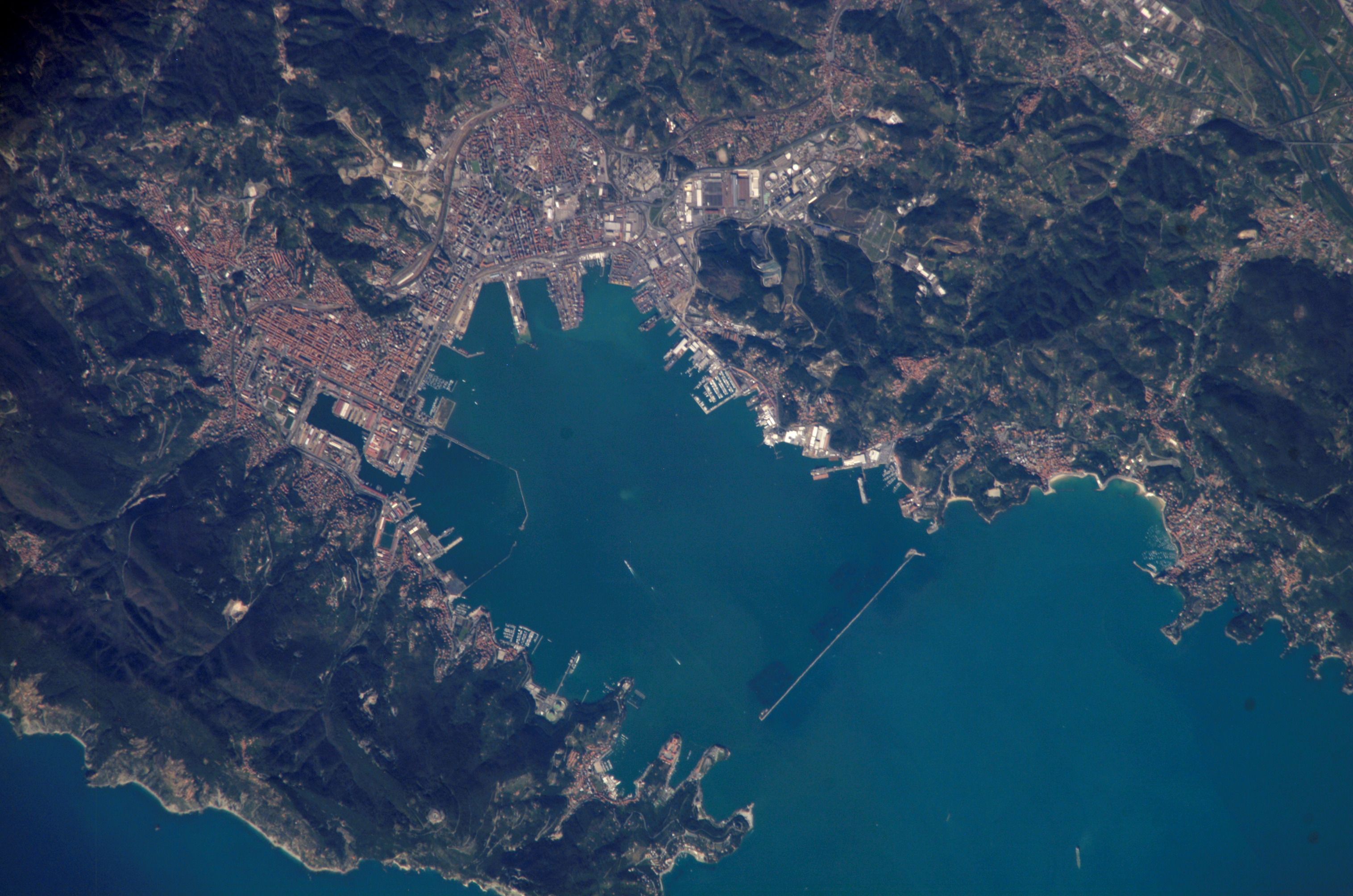
Vista de satélite de La Spezia

O golfo de La Spezia em italiano:  Golfo della Spezia) é um pequeno golfo situado no mar Lígure, na região italiana do mesmo nome (Ligúria), a poucos quilómetros da fronteira com a Toscana. Também se lhe chama "Golfo dos Poetas" (Golfo dei Poeti).

## Geografia
O golfo é uma profunda brecha natural na qual se situa a localidade que lhe dá nome, La Spezia (94 362 habitantes em 2007), capital da província de La Spezia, a qual pertencem as costas do golfo.
Também é conhecido pela designação Golfo dos Poetas (Golfo dei Poeti), estando rodeado por uma cadeia de colinas, cujo topo é o monte Parodi, na periferia ocidental da cidade. O golfo, com abertura de 10,2 km de largura e orientado a sul, estende-se desde o cabo Montemarcelo, a sudeste, até à ilha Palmaria (e aos pequenos ilhéus Tino e Tinetto) no extremo noroeste, a partir do qual começa o amplo golfo de Génova.
O golfo tem no seu interior uma ampla zona de abrigo, de aproximadamente 150 ha, fechada por um dique externo de 2,21 km, com duas passagens laterais, uma a oeste de 400 m e outra a leste de aproximadamente 200 m. Nessa parte o golfo tem uma profundidade de 4,6 metros e largura de 3,2 km.
Nas margens do golfo há pequenas localidades, todas com pequenos portos recreativos: na margem oriental, Tellaro, Maralunga, Lerici, San Terenzo e Muggiano; e na occidental, Marola, Fezzano, La Grazie, Terrizo e Portovenere, junto ao canal da Ilha Palmaria, pertencente ao conjunto das Cinque Terre, declarado Património da Humanidade pela UNESCO.

## Ver também

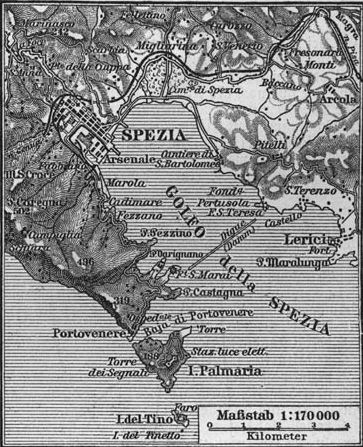
Mapa histórico de La Spezia (1885-90)
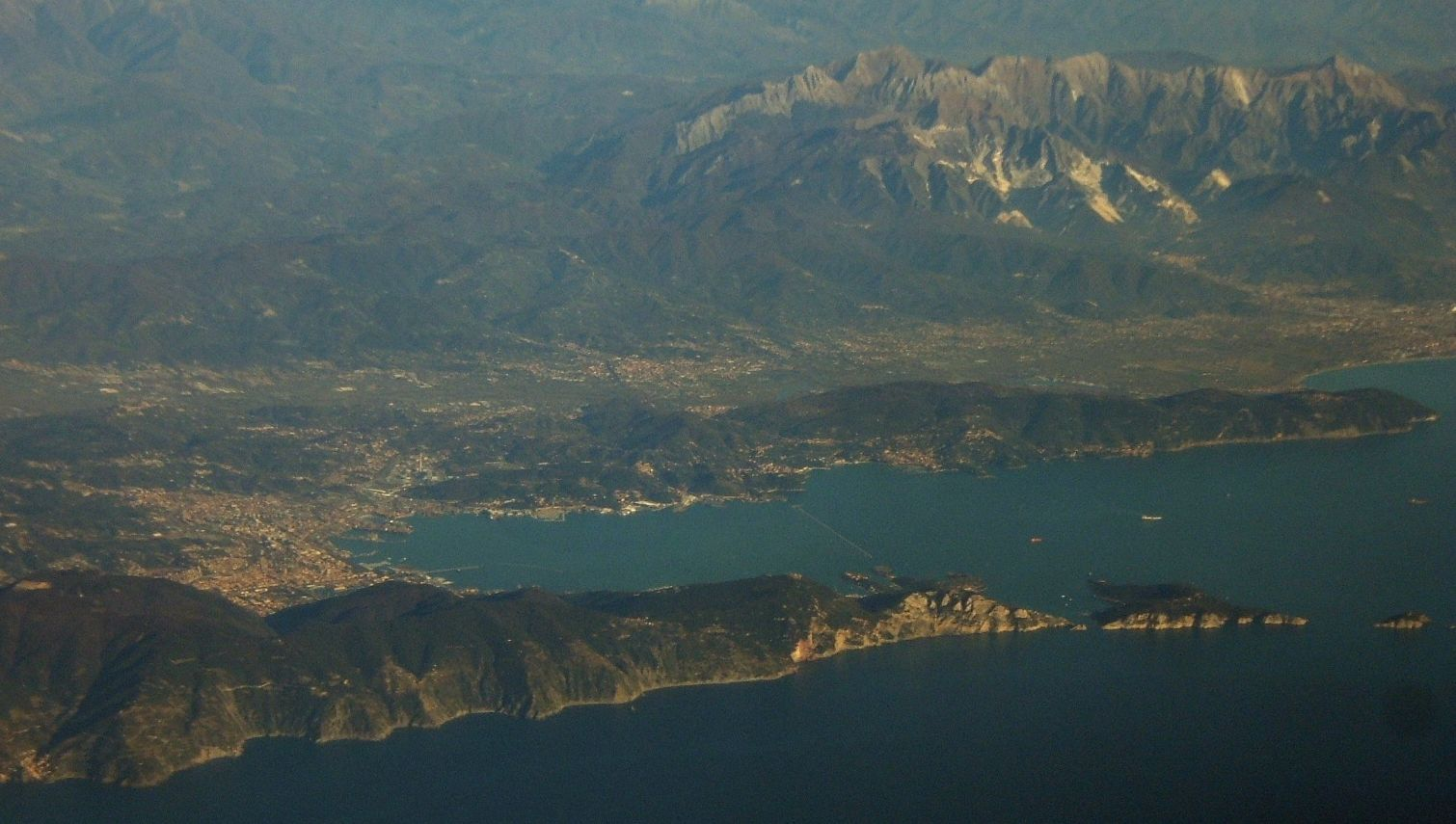
Vista do golfo de La Spezia e, ao fundo, Val di Magra
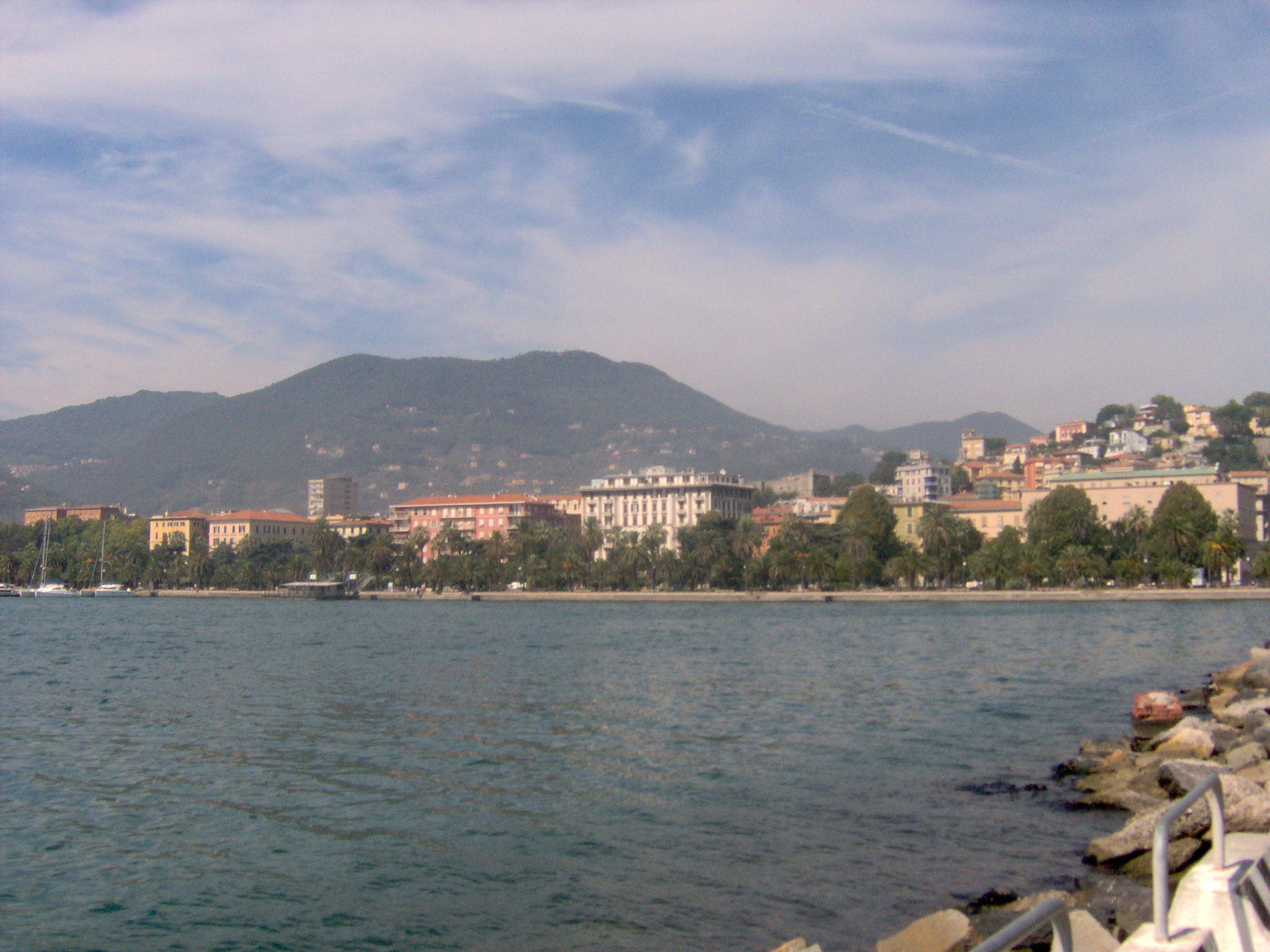
Monte Parodi, ao fundo do golfo de La Spezia